# Sara Hammond
Sara Hammond (født 1672 i Trondhjem, død maj 1716 sammesteds) var en norsk godsejer og erhvervskvinde, søster til Edvard Hammond.
Hun var datter af købmanden Thomas Hammond og blev gift med Albert Angell, der var embedsmand og gods- og mineejer. De fik sønnen Thomas Angell. Efter Albert Angells død i 1705 overtog hun driften af familievirksomheden, der blandt andet omfattede ejerskab af 29 af de 172 andele i Røros Kobberværk, samt skove, savværker og ejendom i Selbu, Strinda og Høylandet. I 1709 giftede hun sig med købmand og kancelliråd Søren Bygball.